# Martina Wachendorff
Martina Wachendorff (née en 1953) est une autrice, traductrice et éditrice allemande travaillant en France.

## Biographie
Depuis le début des années 1990, Martina Wachendorff est éditrice chargée de la littérature allemande et est-européenne aux éditions Actes Sud. Elle y dirige les collections Lettres allemandes et Cactus. Wachendorff a également publié deux romans.
Entre autres, Wachendorff a édité les traductions françaises de Menschen im Krieg d'Andreas Latzko (Hommes en guerre), de Das Jahr der Liebe de Paul Nizon (L'Année de l'amour) et du roman Pianoforte oder der Roman des Klaviers im 19. Jahrhundert  de l'auteur Dieter Hildebrandt (Le roman du piano : du XIXe au XXe siècle). Elle s'occupe d'une édition des œuvres de WG Sebald et a fait rejoindre les éditions à Juli Zeh et Daniel Kehlmann. Du hongrois, elle a édité quinze œuvres d'Imre Kertész et A nyugalom d'Attila Bartis  pour Actes Sud (La Tranquillité (en)).
Wachendorff a accompagné de nombreux auteurs allemands lors de leurs visites en France, notamment au Salon de la Littérature Européenne de Cognac.

## Œuvre

### Romans
- Le Baiser électrique, roman, Paris, Gallimard, 2001  (ISBN 2-07-076211-4).
- L'Impossible Enfant, Paris, Payot & Rivages, 2007  (ISBN 978-2-7436-1704-2).

### Traductions
- Michel Gauthier et Michel Glatz, Die Loire-Schlösser, Combier, 1993 (lire en ligne).
- Andor Latzkó, Hommes en guerre :  nouvelles, Agone Comeau & Nadeau, coll. « Marginales », 1999 (ISBN 978-2-910846-18-3 et 978-2-922494-10-5, lire en ligne).

### Direction d'ouvrages
- Hans Magnus Enzensberger, L'Europe en ruines : Témoignages oculaires 1944-1948, Actes Sud, 1995 (ISBN 2-7427-0311-X et 978-2-7427-0311-1, OCLC 35810691, lire en ligne).
- Cactus, Actes sud, 1989 (lire en ligne).
- Lettres des antipodes, Actes Sud, 2013 (lire en ligne).